# Tuco de Mommour
Le tuco de Mommour (en espagnol Tuca Montarruego) est un sommet des Pyrénées, situé sur la frontière franco-espagnole entre les Hautes-Pyrénées, en région Occitanie, et la province de Huesca dans la communauté d'Aragon, qui culmine à 2 628 ou 2 626 mètres d'altitude dans le massif de Suelza.

## Toponymie
Tuco est un nom gascon dérivé de tuc qui désigne une hauteur, en général une butte ou une colline.

## Géographie
Il est situé entre le département des Hautes-Pyrénées en vallée d'Aure entre les vallée du Rioumajou sur la commune de Saint-Lary-Soulan et la vallée de Chistau en Espagne.

### Topographie
Il est situé à l'est du port de Plan et à l'ouest du tuquet de Cauarère.

### Hydrographie
Le sommet délimite la ligne de partage des eaux entre le bassin de la Garonne côté nord, qui se déverse dans l'Atlantique, et le bassin de l'Èbre, qui coule vers la Méditerranée côté sud.

## Voies d'accès
Côté français on peut y accéder par la vallée du Rioumajou au départ de l'hospice du Rioumajou en direction du port de Plan et côté espagnol par la vallée de Chistau ou via le GR 11 depuis la vallée de Bielsa à l'ouest.

## Protection environnementale
Le pic fait partie d'une zone naturelle protégée, classée ZNIEFF de type 1 : haute vallée d'Aure en rive droite, de Barroude au col d'Azet.